# Mama (film 2014)
Mama (ang. Mommy, 2014) – kanadyjski film dramatyczny w reżyserii i według scenariusza Xaviera Dolana.
Zdjęcia kręcono w prowincji Quebec. Światowa premiera filmu nastąpiła 22 maja 2014 roku, podczas 67. Międzynarodowego Festiwalu Filmowego w Cannes, w ramach którego obraz brał udział w Konkursie Głównym. Na tymże festiwalu film otrzymał Nagrodę Specjalną Jury.
Polska premiera filmu miała miejsce 16 października 2014 w ramach All About Freedom Festival w Gdańsku.
W 2014 film stał się oficjalnym kanadyjskim kandydatem do rywalizacji o 87. rozdanie Oscara w kategorii filmu nieanglojęzycznego.

## Obsada
- Anne Dorval jako Diane "Die" Després
- Antoine-Olivier Pilon jako Steve Després
- Suzanne Clément jako Kyla
- Alexandre Goyette jako Patrick
- Patrick Huard jako Paul Béliveau

i inni

## Nagrody i nominacje
67. Międzynarodowy Festiwal Filmowy w Cannes
- nagroda: nagroda specjalna jury − Xavier Dolan
- nominacja: Złota Palma − Xavier Dolan
- nominacja: Queerowa Palma − Xavier Dolan

22. Międzynarodowy Festiwal Sztuki Autorów Zdjęć Filmowych Camerimage
- nagroda: Brązowa Żaba − André Turpin

30. ceremonia wręczenia Independent Spirit Awards
- nominacja: najlepszy film zagraniczny (Kanada)

40. ceremonia wręczenia Cezarów
- nagroda: najlepszy film zagraniczny (Kanada)

19. ceremonia wręczenie Satelitów
- nominacja: najlepszy film zagraniczny (Kanada)
- nominacja: najlepsza aktorka filmowa − Anne Dorval